# Birmenstorf
Birmenstorf (in einheimischer Mundart: Birmischtoorf, [ˈb̥ɪ̞rmiʒ̊ˌtoːɾf]) ist eine Einwohnergemeinde im Schweizer Kanton Aargau. Sie gehört zum Bezirk Baden und liegt an der Reuss, rund vier Kilometer westsüdwestlich von Baden. Sie ist nicht zu verwechseln mit dem homophonen Birmensdorf im Kanton Zürich.

## Geographie
Die Gemeinde liegt auf einer Schotterebene auf der rechten Seite der Reuss, wenige Kilometer von der Mündung in die Aare entfernt. Die Reuss hat durch jahrtausendelange Erosion eine enge, bis zu 30 Meter tiefe Schlucht geschaffen. Der Stettberg, der Bollrain und der Stutz ragen in die Ebene hinein. Dabei handelt es sich um kleinere Ausläufer des Gebenstorfer Horns, das zum Tafeljura gehört. Der Dorfkern befindet sich an der schmalen Engstelle zwischen dem Stutz und der Reuss.
Die Fläche des Gemeindegebietes beträgt 780 Hektaren, davon sind 285 Hektaren bewaldet und 128 Hektaren überbaut. Der höchste Punkt befindet sich auf dem Stutz auf 573 Metern, der tiefste auf 340 Metern an der Reuss. Zu Birmenstorf gehören die Weiler Müslen, Muntwil, Oberhard, sowie die Höfe im Ödhus und im Hardwinkel und die Lindmühle. Nachbargemeinden sind Gebenstorf im Norden, Baden im Osten, Fislisbach und die Badener Exklave Rütihof im Südosten, Mellingen und Wohlenschwil im Süden, Birrhard im Südwesten sowie Mülligen und Windisch im Westen.

## Geschichte

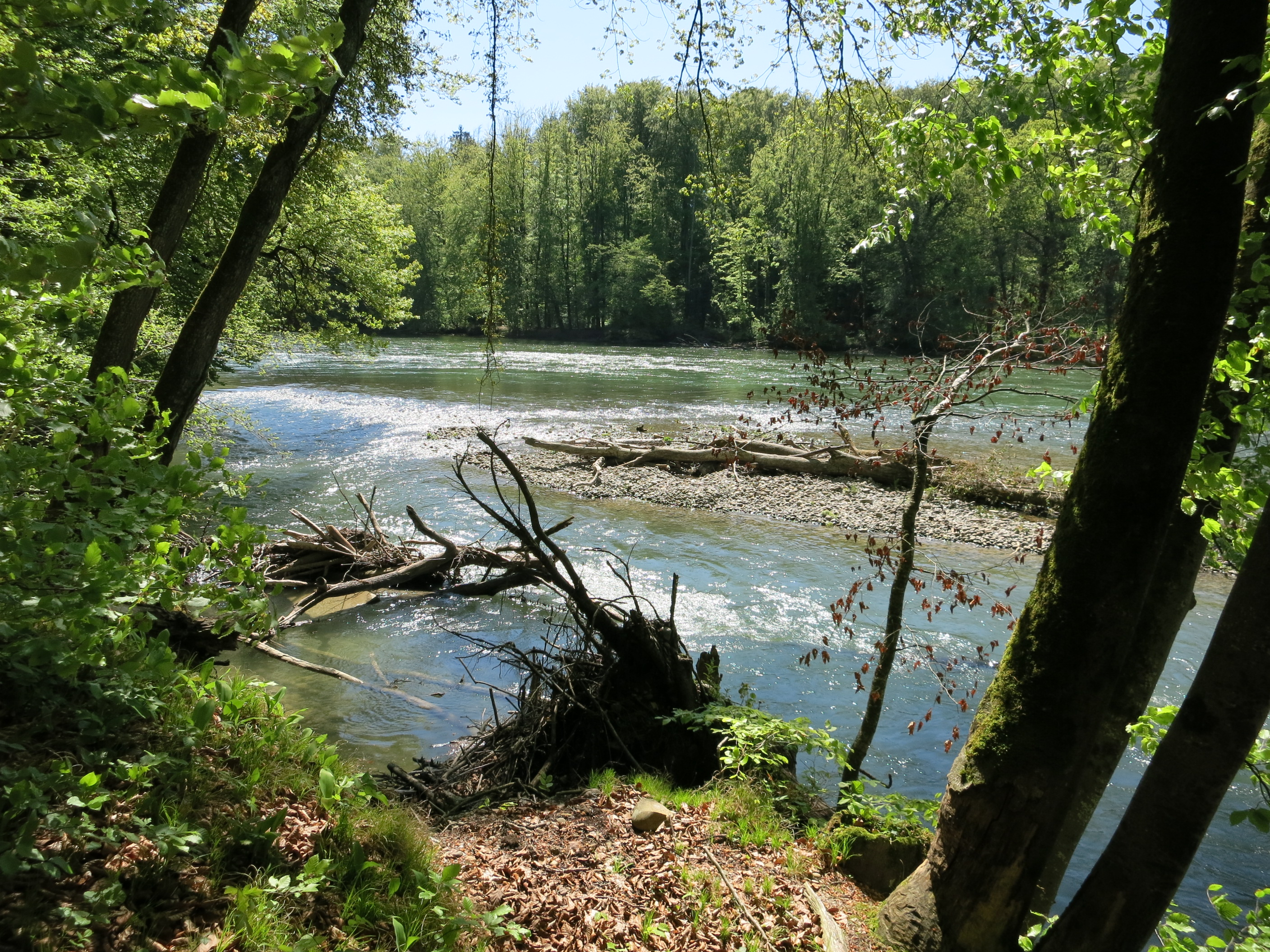
Die Reuss bei Birmenstorf

Spuren einer Besiedlung lassen sich bis in die Jungsteinzeit zurückverfolgen. Während der Römerzeit befanden sich hier in unmittelbarer Nähe des Legionslagers Vindonissa zwei Gutshöfe. Jener im Boll war im 1. und 2. Jahrhundert bewohnt (hauptsächlich Funde von Ziegelstempeln der 11. und 21. Legion), der andere im Huggenbüel vom 2. bis 4. Jahrhundert (meist Scherben von importierter Terra Sigillata aus Ostgallien).
Den Grundstein für das heutige Dorf legten alamannische Siedler im 6. Jahrhundert. Das Dorf ist seit dem 12. Jahrhundert urkundlich belegt (1146 Birbovermesdorf; um 1150 Pirpoumesdorf; 12./13. Jh. Birmomestorf). Der Ortsname geht zurück auf eine althochdeutsche Zusammensetzung piripoumes-thorf und bedeutet ‚Dorf beim Birnbaum‘.  Landesherren waren im 11. und 12. Jahrhundert die Grafen von Lenzburg, ab 1173 die Kyburger und schliesslich die Herren von Liebegg. Am 26. Dezember 1351, vor der Schlacht bei Dättwil, wurde das Dorf von den Zürchern geplündert. 1363 gelangte Birmenstorf in den Besitz von Königin Agnes von Ungarn, welche die Neuerwerbung sogleich an das Kloster Königsfelden in Windisch vergab. 1415 eroberten die Eidgenossen den Aargau. Birmenstorf war nun Hauptort eines Amts in der Grafschaft Baden, einer gemeinen Herrschaft.
Die Einführung der Reformation im Jahr 1528 hatte grosse Auswirkungen auf das Dorf. Ein Drittel der Bevölkerung hatte sich der neuen Konfession zugewandt, was das Dorfleben bis weit ins 20. Jahrhundert hinein prägte. Die reformierte Stadt Bern übernahm die Grundherrschaft vom aufgelösten Kloster Königsfelden und damit auch das Patronatsrecht für die Kirche St. Leodegar, was oft zu Spannungen mit der katholischen Bevölkerungsmehrheit führte. Beide Konfessionen nutzten die Dorfkirche paritätisch. 1743 zerstörte eine Feuersbrunst 15 Häuser. 1757, nur wenige Jahre nach dem Wiederaufbau, brannten diese erneut ab. Im März 1798 nahmen die Franzosen die Schweiz ein und riefen die Helvetische Republik aus. Birmenstorf war zunächst eine Gemeinde im kurzlebigen Kanton Baden, seit 1803 gehört sie zum Kanton Aargau. Einen weiteren Grossbrand, allerdings an einer anderen Stelle, gab es im Jahr 1843.
Im 18. Jahrhundert verzeichnete Birmenstorf einen markanten Bevölkerungszuwachs. Da neue Erwerbsmöglichkeiten fehlten, verarmten die Dorfbewohner. Viele wanderten nach Übersee aus, und gleichzeitig wurde der Zuzug erschwert. Dadurch stagnierte die Bevölkerungszahl während des gesamten 19. Jahrhunderts bei rund 900. Erst als die Maschinenindustrie an der Schwelle zum 20. Jahrhundert in der Region Baden Fuss fasste, begann sie wieder leicht zu steigen. Im Jahr 1881 kam auf private Initiative hin eine der ersten Telefonfernleitungen der Schweiz nach Birmenstorf zustande. Im Jahr 1895 war die Ziegelei der erste Birmenstorfer Betrieb, der über eine Freileitung von der Spinnerei in Turgi mit Elektrizität versorgt wurde. 1911 entstand die gemeindeeigene Elektrizitäts- und Wasserversorgung.
Während des Zweiten Weltkrieges waren in Birmenstorf wiederholt Truppen einquartiert. Da die Gemeinde im rückwärtigen Raum der Limmatstellung lag, errichtete die Armee ausserhalb des Siedlungsgebiets mehrere Verteidigungsbauten. Zweimal hatte die Gemeinde Militärinternierte aufzunehmen. Von März bis Juli 1942 war eine polnische Telegrafenkompanie mit 86 Soldaten und drei Offizieren im Schulhausestrich untergebracht. Für die rund 50 italienischen Internierten, die vom Dezember 1944 bis Juli 1945 in Birmenstorf waren, wurden Baracken auf dem Vorplatz der ehemaligen Tapetenfabrik gebaut. In der Nacht vom 14. auf den 15. April 1943 stürzte bei der Strasse nach Fislisbach ein britischer Bomber vom Typ Vickers-Wellington Mk X ab, der an einem Bombardement von Stuttgart beteiligt gewesen war. Die fünfköpfige Besatzung konnte sich rechtzeitig mit dem Fallschirm retten und wurde interniert. Zur Erinnerung an das Ereignis wurde 1993 bei der Absturzstelle ein Gedenkstein aufgestellt.

Luftansicht (1964)

Nach dem Zweiten Weltkrieg verbesserte sich die wirtschaftliche Situation der Gemeinde, sodass die ersten Wohnbauten ausserhalb der traditionellen Siedlungsstruktur entstanden. Die erste kommunale Bauordnung stammt aus dem Jahr 1962, die Gemeinde erliess 1967 den ersten Zonenplan. Im selben Jahr wurde auch die Güterregulierung für den landwirtschaftlichen Perimeter und die Bauzone beschlossen, nachdem 1966 bereits eine Teilregulierung für den Perimeter der Nationalstrasse N1 durchgeführt worden war. Nach der Eröffnung der Autobahn im Jahr 1970 setzte eine rege Bautätigkeit ein, die Einwohnerzahl stieg um mehr als zwei Drittel. Innert weniger Jahre hatte die Gemeinde zahlreiche grössere Infrastrukturprojekte zu bewältigen, darunter mehrere Neubauten (Mehrzweckgebäude mit Kindergarten 1972, Kläranlage 1973, Gemeindehaus 1981, Mehrzweckhalle 1988, Schulhaus 1994).
Die Gegensätze zwischen dem katholischen und dem reformierten Bevölkerungsteil blieben bis weit ins 20. Jahrhundert hinein sichtbar. Das Verhältnis von zwei Dritteln Katholiken gegenüber einem Drittel Reformierten war bis in die 1970er Jahre konstant. Seither steigen vor allem die Anteile anderer Glaubensrichtungen und der Anteil der Konfessionslosen. Obwohl die Angehörigen beider Konfessionen Seite an Seite lebten und bis 1936 die gleiche Kirche nutzten, kam es immer wieder zu Spannungen und zum Teil auch gezielten Provokationen. Die konfessionelle Spaltung berührte auch das Vereinswesen: Der im Jahr 1900 gegründete erste Birmenstorfer Turnverein war im Milieu des liberalen Freisinns verankert. Als Antwort darauf richtete der katholische Dorfpfarrer 1919 eine Turnsektion des katholischen Jünglingsvereines ein. Im Gemeinderat und den meisten anderen Gremien galt das ungeschriebene Gesetz, dass die erste Stelle mit einem Katholiken und die zweite Stelle mit einem Reformierten zu besetzen war. Die Katholiken bildeten in den Kollegien stets die Mehrheit. Erst im letzten Viertel des 20. Jahrhunderts löste sich dieses starre Gefüge auf.
Seit der Jahrtausendwende besteht eine verstärkte Tendenz zu nachbarschaftlicher Zusammenarbeit. Im Jahr 2003 erfolgte der Beitritt zum Gemeindeverband «Kleinregionale Schiessanlage Mühlescheer», womit gleichzeitig der Schiessstand bei der Alten Trotte stillgelegt wurde. 2004 kam es zu einer Fusion über die Bezirksgrenzen hinweg, als die Birmenstorfer mit der Mülliger Feuerwehr zusammengelegt wurde. Im Jahr 2011 schloss sich Birmenstorf mit mehreren Gemeinden zum Forstbetrieb Birretholz zusammen, der auch den Staatswald in Mellingen und im Birretholz pflegt.

## Sehenswürdigkeiten

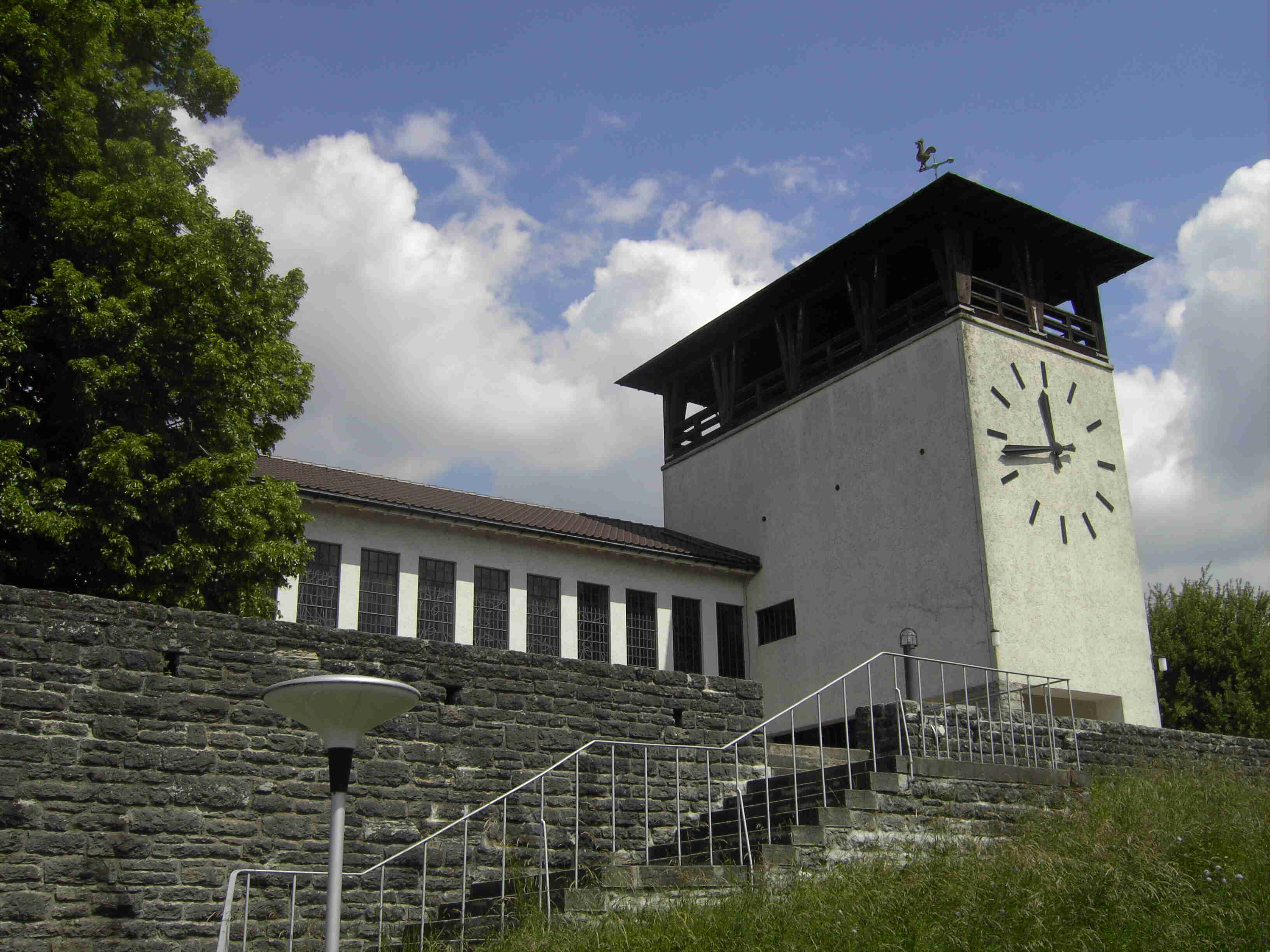
Reformierte Kirche

Katholiken und Protestanten nutzten paritätisch die Kirche St. Leodegar, bis man sie 1937 teilweise abbrach. Lediglich der Chor blieb erhalten, der zur heutigen Friedhofskapelle umgebaut wurde. Sie wird auch «Freskenkapelle» genannt, da bei den Abbrucharbeiten im Chorraum ein hochgotischer Freskenzyklus aus dem Jahr 1440 zum Vorschein kam. 1935 entstand neben der alten Kirche die neue katholische Kirche, ein Jahr später folgte auf einem Rebberg am westlichen Dorfrand die neue reformierte Kirche.
Die Katholiken bilden eine eigenständige Kirchgemeinde im Seelsorgeverband mit der Kirchgemeinde Gebenstorf-Turgi, die Reformierten (die bis 1976 eine eigene Kirchgemeinde bildeten) sind nun Teil der reformierten Kirchgemeinde Birmenstorf-Gebenstorf-Turgi.

## Wappen
Die Blasonierung des Gemeindewappens lautet: «In Grün gelbe Korngarbe.» Das Korngarbenmotiv ist vom Wappen des Untervogtes Daniel Zehnder abgeleitet, der es ab 1715 auf einem Siegel verwendete, allerdings beseitet von zwei fünfstrahligen Sternen. Sein Nachfolger Johannes Zehnder liess 1756 die Sterne weg und fügte stattdessen einen Dreiberg hinzu. Bis 1939 war die Schildfarbe nicht grün, sondern rot. Der Gemeinderat bestätigt 1953 die heute verwendete Darstellungsweise.

## Bevölkerung
Die Einwohnerzahlen entwickelten sich wie folgt:
| Jahr      | 1620    | 1850 | 1900 | 1930 | 1950 | 1960 | 1970 | 1980 | 1990 | 2000 | 2010 | 2020 |
| Einwohner | ca. 250 | 992  | 919  | 1069 | 1197 | 1330 | 1390 | 1446 | 1953 | 2313 | 2586 | 2962 |

Am 31. Dezember 2023 lebten 3040 Menschen in Birmenstorf, der Ausländeranteil betrug 21,2 %. Bei der Volkszählung 2015 bezeichneten sich 39,9 % als römisch-katholisch und 22,5 % als reformiert; 37,6 % waren konfessionslos oder gehörten anderen Glaubensrichtungen an. 90,3 % gaben bei der Volkszählung 2000 Deutsch als ihre Hauptsprache an, 2,0 % Portugiesisch, 1,6 % Albanisch, je 0,9 % Italienisch und Englisch sowie 0,7 % Serbokroatisch.

## Politik und Recht
Die Versammlung der Stimmberechtigten, die Gemeindeversammlung, übt die Legislativgewalt aus. Ausführende Behörde ist der fünfköpfige Gemeinderat. Er wird im Majorzverfahren vom Volk gewählt, seine Amtsdauer beträgt vier Jahre. Der Gemeinderat führt und repräsentiert die Gemeinde. Dazu vollzieht er die Beschlüsse der Gemeindeversammlung und die Aufgaben, die ihm vom Kanton zugeteilt wurden. Für Rechtsstreitigkeiten ist in erster Instanz das Bezirksgericht Baden zuständig. Birmenstorf gehört zum Friedensrichterkreis V (Mellingen).

## Wirtschaft

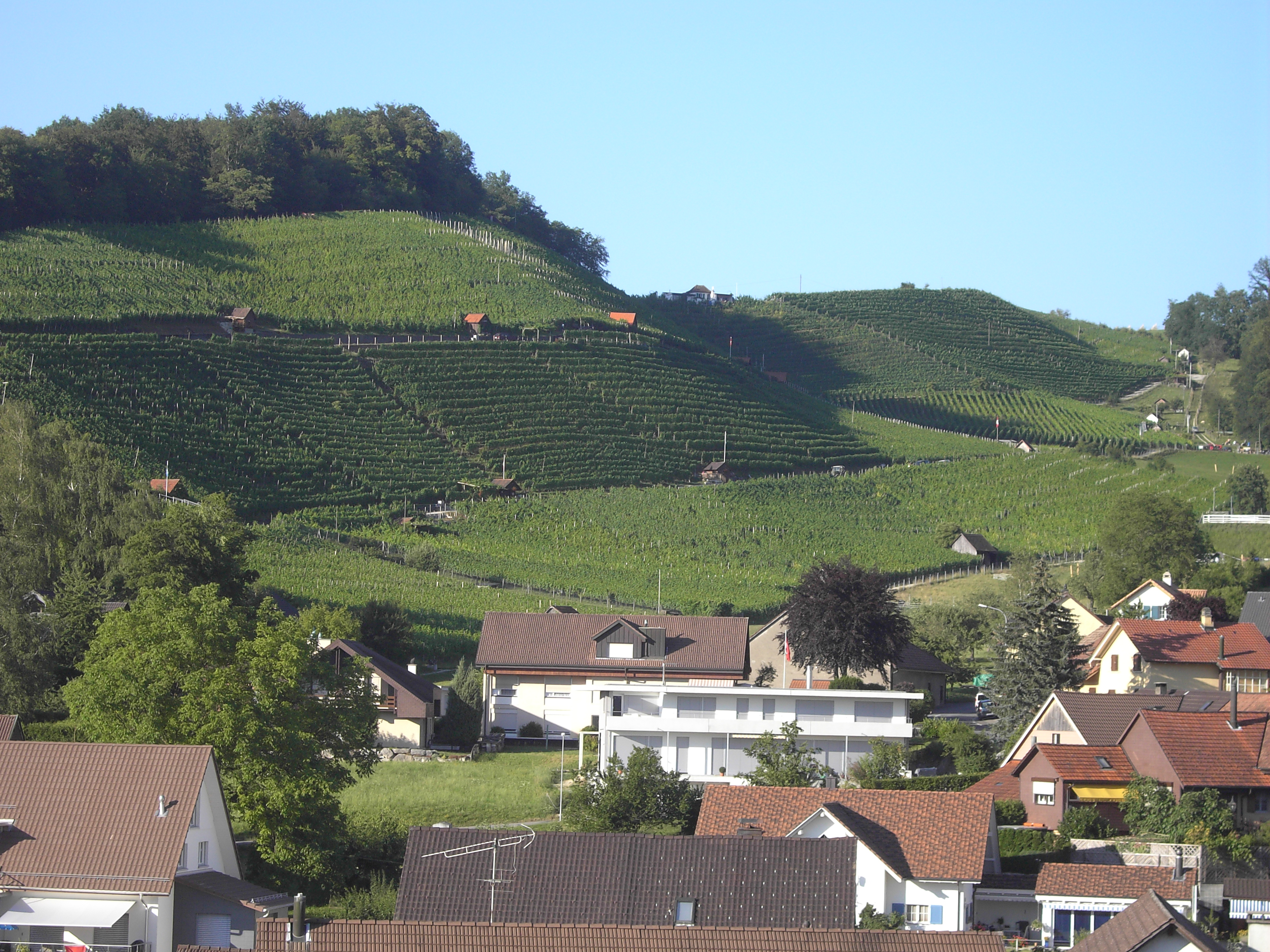
Blick auf den Rebberg

In Birmenstorf gibt es gemäss der im Jahr 2015 erhobenen Statistik der Unternehmensstruktur (STATENT) rund 1100 Arbeitsplätze, davon 11 % in der Landwirtschaft, 28 % in der Industrie und 71 % im Dienstleistungsbereich. Neben einigen Industriebetrieben gibt es zahlreiche kleine und mittelgrosse Gewerbe- und Dienstleistungsbetriebe; vor allem das Baugewerbe ist gut vertreten. Viele Erwerbstätige sind Wegpendler und arbeiten hauptsächlich in den Agglomerationen von Baden und Brugg.
Seit dem 20. Jahrhundert wird in mehreren Gruben grossflächig Kies abgebaut. Heute gibt es noch ein Dutzend Landwirtschaftsbetriebe in Birmenstorf. Der Gemüsebau spielt seit der Zwischenkriegszeit eine bedeutende Rolle, sodass heute von fünf Betrieben auf rund 100 Hektaren Gemüse angebaut wird, das vor allem über den Grosshandel abgesetzt wird. Seit mehr als 600 Jahren wird Weinbau betrieben. Die 9,9 Hektaren Rebland werden heute zu einem grossen Teil von Hobbywinzern, die in der örtlichen Weinbaugenossenschaft zusammengeschlossen sind, nach den Regeln des biologischen Landbaus betreut. Die Hauptsorten sind Blauburgunder (7,5 ha) und Riesling × Sylvaner (1,6 ha).

## Verkehr
Birmenstorf liegt an der Kantonsstrasse 418, die vom Autobahnanschluss Baden-West bei Dättwil nach Brugg führt. Im Dorfzentrum zweigt die Kantonsstrasse 420 über die Reuss nach Mülligen ab. Das Dorf wird durch zwei Buslinien erschlossen. Eine Linie der RVBW führt zum Bahnhof Baden und weiter nach Wettingen-Tägerhard. Eine Postautolinie verbindet den Bahnhof Brugg mit Birmenstorf und dem Bahnhof Mellingen Heitersberg (Anschluss an die S-Bahn Zürich). An Wochenenden verkehrt ein Nachtbus von Baden über Gebenstorf und Birmenstorf zurück nach Baden.

## Bildung
Die Gemeinde verfügt über einen Kindergarten und zwei Schulhäuser, in denen die Primarschule unterrichtet wird. Alle Oberstufen (Realschule, Sekundarschule und Bezirksschule) können in Baden besucht werden. Die nächstgelegenen Gymnasien sind die Kantonsschule Baden und die Kantonsschule Wettingen.

## Persönlichkeiten
- Beda Humbel (1933–2019), Politiker
- Ruth Humbel Näf (* 1957), Politikerin
- Reto Nause (* 1971), Politiker
- Johann Jakob Lips (1791–1833), Kupferstecher und Zeichner
- David Zehnder (* 1952), Plastiker und Objektkünstler[22]
- Anna Iduna Zehnder (1877–1955), Ärztin, Malerin und Anthroposophin
- Josef Zehnder (1810–1896), Verleger, Journalist, Buchdrucker und Politiker
- Joseph Zimmermann (1923–1988), römisch-katholischer Bischof von Morombe, Madagaskar